# 岡田重孝
岡田 重孝（おかだ しげたか）は、戦国時代から安土桃山時代にかけての武将。織田氏の家臣。尾張星崎城主。

## 生涯
はじめは織田信長に仕え、馬廻。天正元年（1573年）8月の朝倉軍追撃戦で父と共に活躍したという。信長が本能寺の変で横死すると、その次男・織田信雄の家臣として仕えた。天正11年（1583年）、父の死去により家督を継いで当主となる。同年、12月23日には大坂城の津田宗及邸で行われた茶会で秀吉と同席している。このころから羽柴秀吉（豊臣秀吉）と親しかったという。
浅井長時・津川義冬らと共に三家老として信雄を良く補佐し、秀吉からもその器量を認められていた。しかし秀吉との内通を信雄から疑われ、長時や義冬と共に天正12年（1584年）3月6日に信雄によって伊勢長島城に呼び出され土方雄久によって殺害された。このとき使用された太刀 銘吉房（東京国立博物館蔵）は、重孝にちなみ「岡田切」の号で知られる。